# マーズ・リコネッサンス・オービター
マーズ・リコネッサンス・オービター（Mars Reconnaissance Orbiter、略称: MRO）は、アメリカ航空宇宙局 (NASA) が開発した、火星の周回軌道から火星を調査・探索する多目的探査機である。この探査機は、NASAジェット推進研究所の管轄の下に、7.2億ドルの予算で、ロッキード・マーティン社によって作られた。MROは、2005年8月12日に打ち上げられ、2006年3月10日に、火星周回軌道に到達した。2006年8月、空力ブレーキにより、同年11月より開始される、科学観測に適した周回軌道に移ることに成功した。名前のリコネッサンス (reconnaissance) とは「偵察」、「予備調査」の意味を持ち、その名の通り偵察衛星なみの高解像度カメラを搭載し、後続の地上探査機のための着陸地点の候補地を調査することを主要な目的の1つとしている。 また「データ中継衛星」としての役割も果たす。リコネッサンスはリコネサンス、リコナイサンスと表記されていることもある。
マーズ・リコネッサンス・オービターの火星到達時、マーズ・エクスプレス、2001マーズ・オデッセイ、マーズ・グローバル・サーベイヤーと、2つのマーズ・エクスプロレーション・ローバーの、計5機が火星で活動していた。これによりこの時期、宇宙探査の歴史上、最も多くの探査機が地球以外の惑星上および軌道上で活動していることになった。

## 計画と目標

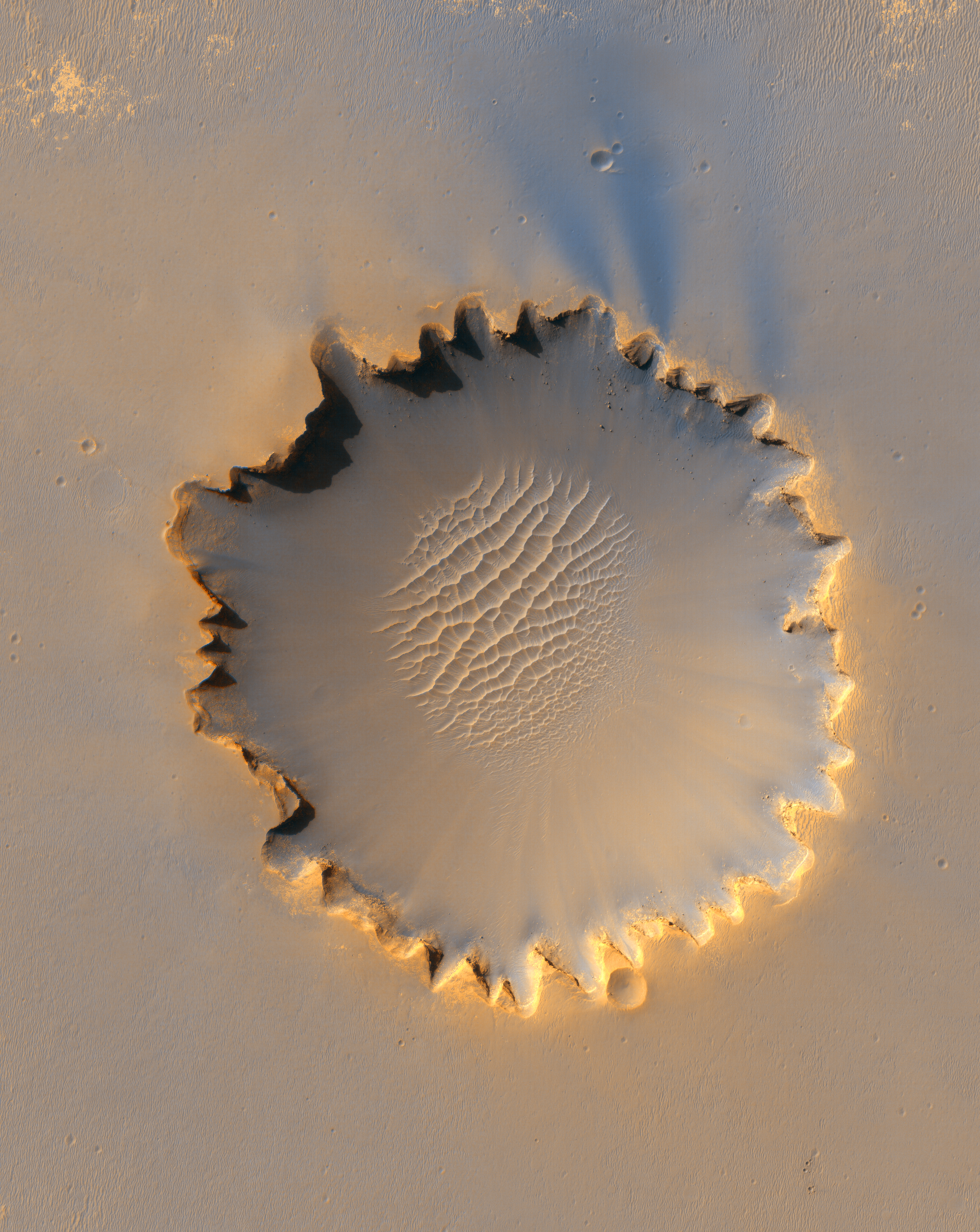
マーズ・リコネッサンス・オービター搭載のHiRISEが撮影した火星のヴィクトリア・クレーター、2006年10月3日NASAによる

マーズ・リコネッサンス・オービターは高解像度カメラを特徴とする軌道衛星としてマーズ・サーベイヤー・プログラムの一環として1999年に NASA により提案されたものであった。 これは、2003年の火星の「打ち上げウインドウ」 (launch window)、すなわちおよそ2年ごとに訪れる火星との会合に合わせた適切な打ち上げ期間を考えに入れた2つの計画のうちの1つであったが、計画の選考過程でマーズ・エクスプローレーション・ローバーとして知られることになった提案に破れることとなった。 計画は次の機会の2005年の打上げのためにスケジュールが組み直され、2000年に現在の名前に改めて計画が公表された。
この「マーズ・リコネッサンス・オービター」 (以下、MRO) は軌道からの火星探査にすでに大きな成功を収めつつあったマーズ・グローバル・サーベイヤーを手本としていた。MRO の最初の科学探査ミッション「プライマリー・サイエンス・フェーズ」は2006年11月から2008年11月まで実行され、これはおよそ火星の1年あまりに相当する。MROは、カメラ (HiRISE)、分光器 (CRISM)、レーダー (SHARAD) などの、数々の科学機器を備え、これらは火星の地形、地層、鉱物や、氷の解析のために使われる。特に探査機に組み込まれたこの高解像度カメラ HiRISE は科学者が「軌道上の顕微鏡」だと豪語するものである。 また高精度の分光計 (CRISM) では地表の鉱物の分析から水の存在した形跡を探索する。 科学調査だけでなく将来の火星探査機のための道筋を付けることもMROの重要な目標であり、MROは火星の天気と表面の状況を毎日観測して着陸の候補地を探索する。
これらに加え、MRO は1999年に大気圏突入に失敗して行方不明となったマーズ・ポーラー・ランダーと、さらに同じく2003年に行方不明となったヨーロッパのビーグル2地上探査機を探し出す任務も与えられた。また惑星間のインターネット・プロトコルを用いた通信ネットワーク構築の最初の一歩でもある。 MROの通信システムは、これまでの全ての惑星探査機の通信容量を合わせたものよりも、大きな伝達能力を持っており、プライマリー・サイエンス・フェーズが終了したのちも、着陸船や探査車 (ローバー) との通信とナビゲーション・システムとして延長ミッションを継続する。2024年現在でも、キュリオシティやパーシビアランスといった火星探査機のデータを受信し地球へ送受信する役割を担っている。

## 搭載された科学観測装置

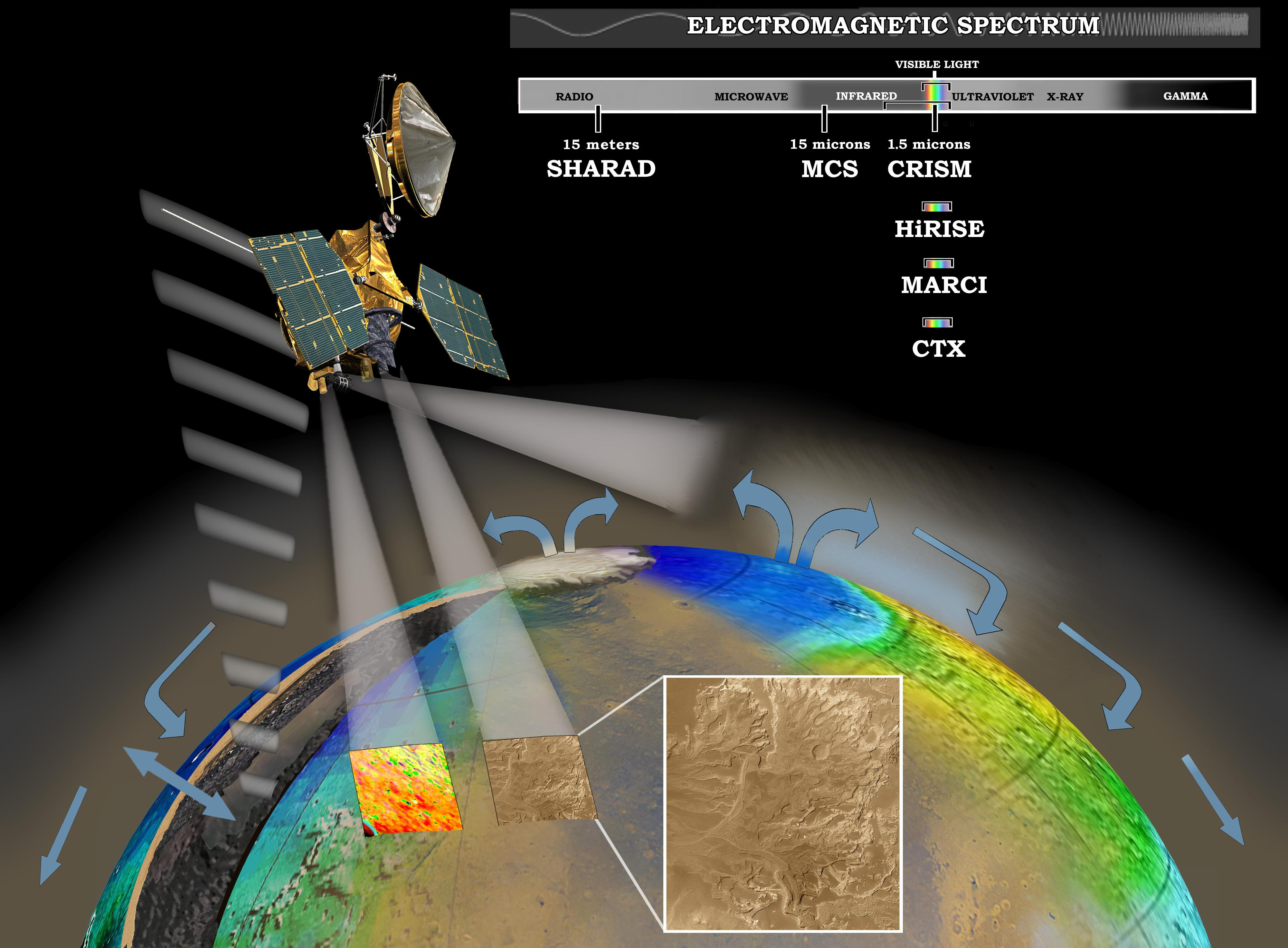
マーズ・リコネッサンス・オービターに搭載された種々の観測装置

MRO には科学観測用として、3つのカメラ、分光計、放射計、レーダーが、2つの実験的装置とともに搭載されている。また将来のミッションのために3つの技術的な実験も行われる。
MRO は1年でおよそ 5,000 枚の画像を得ると予測される。

### HiRISE（カメラ）

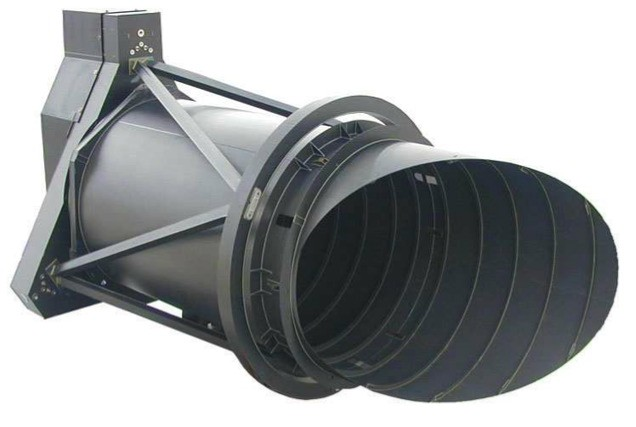
高解像度カメラ HiRISE. 地上0.3 mのものを見分ける。

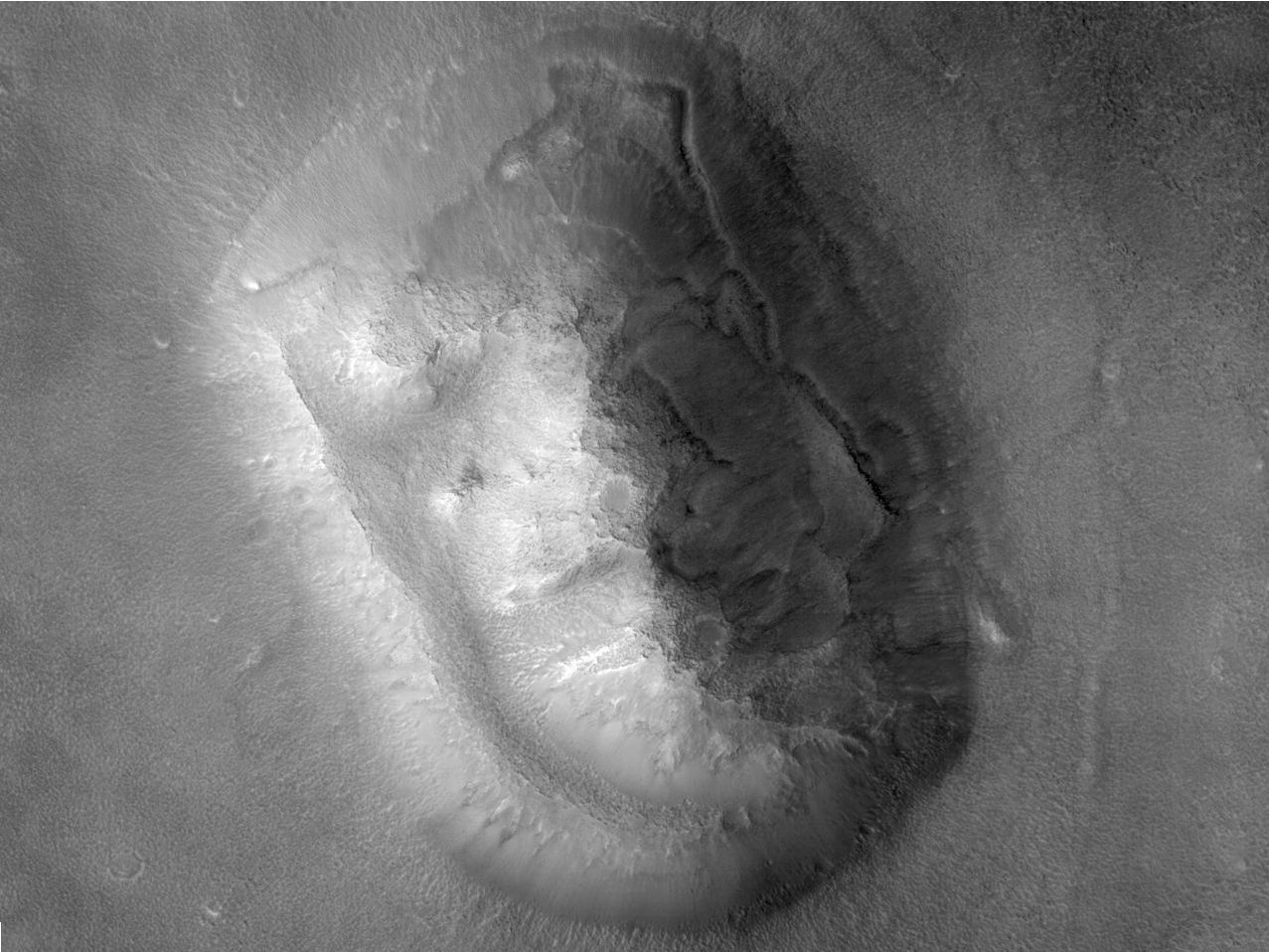
HiRISEで撮影した火星の人面岩。

HiRISE (High Resolution Imaging Science Experiment)は、口径50 cm の反射望遠鏡’reflecting telescope）をレンズ代わりにもつ高解像度のカメラで、深宇宙の探査に搭載されたものとしてはこれまでで最も大きい。 その理論上の分解能は100万分の1ラジアン（およそ角度の0.2秒）であり、探査機高度の100万分の1のもの、即ち300 km の高さから 0.3 m のものを見分けることが可能。これは地球での一般的な商用衛星画像よりもさらに細かい。
HiRISE では 3種類のカラー・バンド、青–緑（BG, 波長 400 - 600 nm）、赤（RED, 550 - 850 nm）、近赤外（NIR, 800 - 1000 nm）を用いて撮影される。 画像は1列に並ぶ CCD センサで捉えられ、青–緑と近赤外では1列 4,048ピクセルであるが、赤色の画像は20,264ピクセルである。 近赤外画像からは地表の鉱物群の探索が期待される。HiRISE のコンピュータは探査機の地表との相対速度に合わせてを撮影装置のデータを1列ずつ読取りテープ状の画像として記録する。 コンピュータのメモリ容量の制限から、この実際の画像サイズは青–緑と近赤外で4千×4万、赤色で2万×4万程度となる。16.4 Gb (ギガビット) で記録された画像は地球へ転送される前に5 Gb へと圧縮される。着陸地点の候補地の地形を把握するため、HiRISEのデータからはステレオ画像も生成される。
HiRISEはボール・エアロスペース社によって製作され、データの調査はアリゾナ大学の月惑星研究所 (Lunar and Planetary Laboratory) が中心となって当たる。

### CTX（カメラ）
高解像度カメラ HiRISE や分光計CRISMが観測を行う間にその対象の周囲の状況を知ることを意図したカメラ CTX (Context Imager)は、波長500〜800 nm、解像度6 m のグレースケールで30 km 幅の画像を撮影する。 HiRISE と類似した5,064ピクセル幅の撮影装置をもつ焦点距離350 mm のマクストフ＝カセグレン  (Maksutov-Cassegrain) 式望遠鏡である。 

### MARCI（カメラ）
広角カメラ MARCI (Mars Color Imager)は5つの可視光、2つの紫外光のバンドで火星面の広い範囲を撮影する。MRO が火星を毎日12 - 13周巡る間に収集した画像を合成することによって1 - 10 kmの解像度で全球の地図を生成する。この地図によって毎日の火星の天候や大気の状態、即ち水や氷や二酸化炭素の雲、砂嵐を知ることが出来、その季節変化や年ごとの変動特徴づけるのに役立つ。また、紫外光での観測からは大気中の水蒸気やオゾンの分布を知ることが可能。CTX と共にマリン・スペース・サイエンス・システムズ（Malin Space Science Systems, MSSS）社が製作・運用に当たる。

### CRISM（分光計）

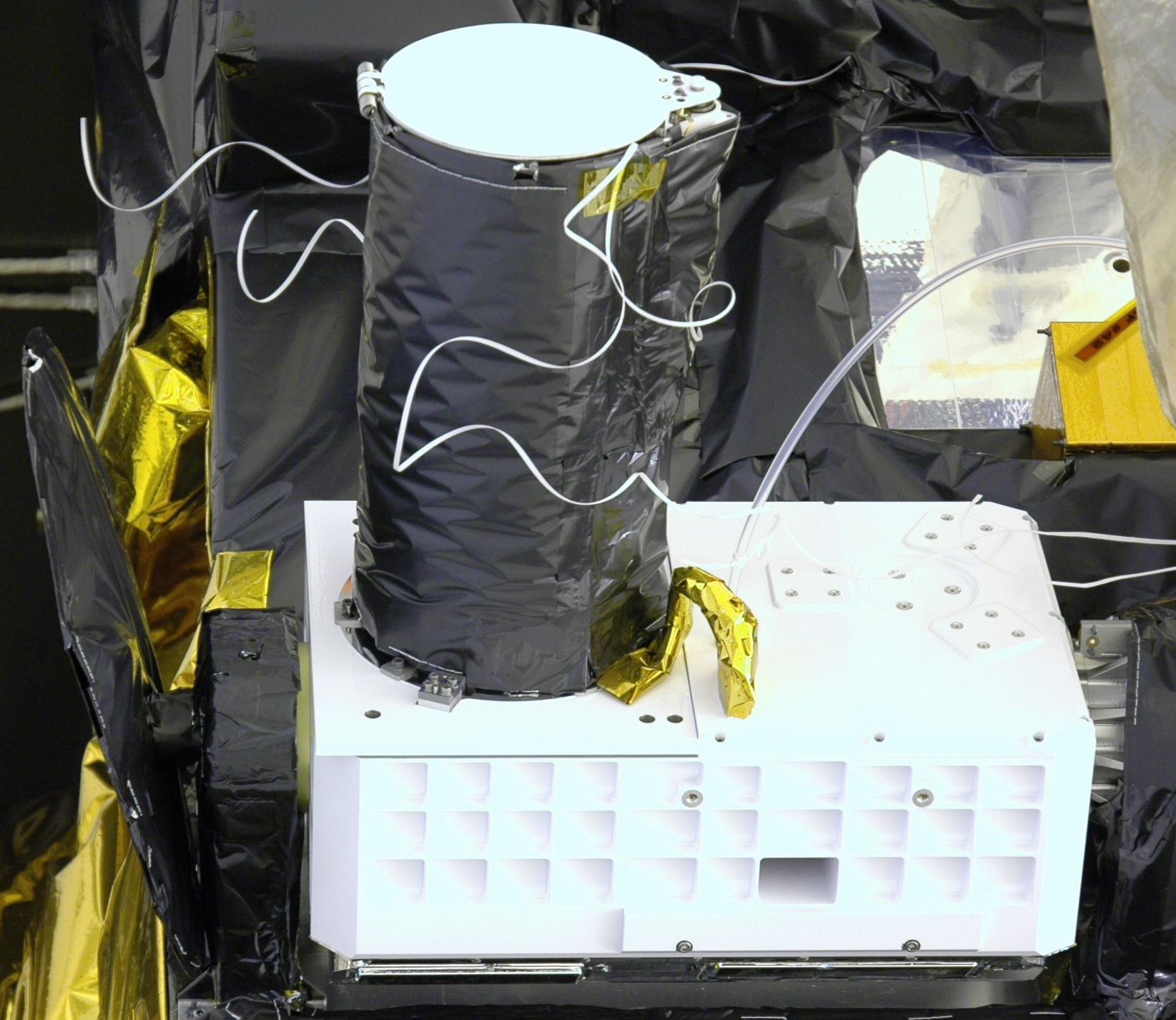
可視・近赤外光分光計 CRISM. 水の存在した形跡を地表の鉱物から調査する。

CRISM (Compact Reconnaissance Imaging Spectrometer for Mars) は可視光から近赤外光まで（370 - 3,920 nm）の波長の分光計であり、地表に残された鉱物の分析、特にかつて水が存在した証拠となる形跡の調査を行う。 高度300 km から地表の18 mの領域のスペクトルを544の波長の領域に分割して測定する。火成岩の風化による酸化鉄やフィロ珪酸塩鉱物、炭酸塩鉱物などが反射分光学的方法で分析される。また大気中や極冠の水や揮発性物質の量の変化を測定し、火星大気の理解にあたる。ジョンズ・ホプキンス大学応用物理研究所で作成され、同所を中心としたCRISMチームが調査に当たる。

### MCS（放射計）
1つの可視・近赤外光（0.3 - 3.0 µm）および8つの遠赤外光（12 - 50 µm）のチャンネルを有する放射計MCS (Mars Climate Sounder)は、気温、気圧、水蒸気、大気中のチリの状態を調べることで火星大気の分析と理解にあたる。MCSは探査機からみて火星の地平線方向の大気を観測し、高度方向に5 kmごとに分割して分析する。JPLの研究者などからなるMCSチームが担当する。

### SHARAD（レーダー）
火星の極冠など地下構造を調査するためにMROには短波帯（15 - 25 MHz）のレーダーが搭載されておりSHARAD (Shallow Subsurface Radar) と呼ばれる。 地下最大 1 km までの砂や岩、氷の状況を深さ方向 10〜20 m の精度で調べ、特に液体の水が存在するかどうかが調査される。水平方向の解像度は最良で 0.3 - 3 km である。 ヨーロッパのマーズ・エクスプレスに搭載されたレーダー MARSIS 同様イタリア宇宙機関 (Agenzia Spaziale Italiana, ASI) により作られた。

## 打ち上げから火星周回軌道まで

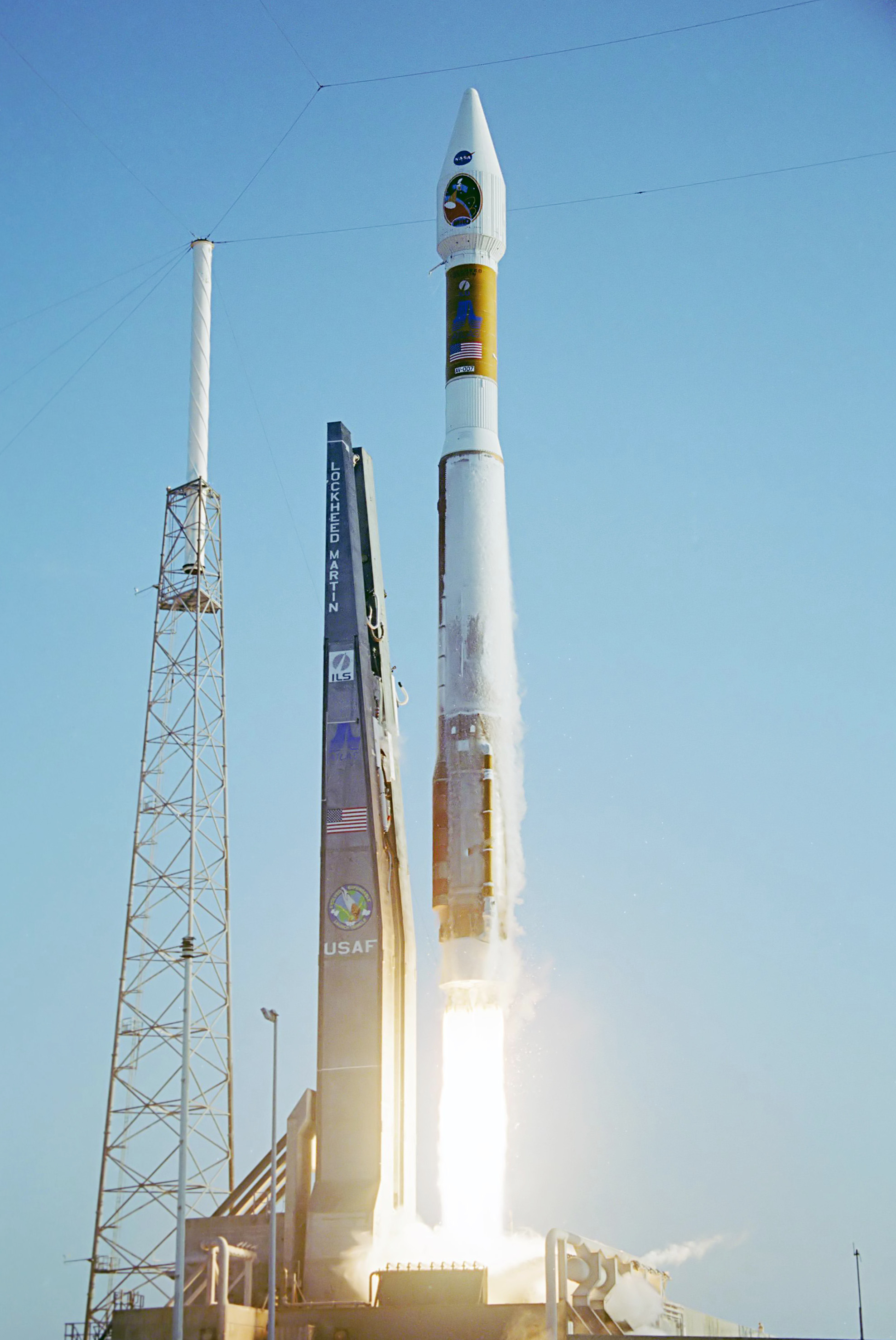
アトラスVによるMROの打ち上げ。

2001年、NASAは探査機製造の主契約企業としてロッキード・マーティンを選定し、同年末までには計画のすべての搭載装置が選び出された。 MRO の製作には大きな後退もなく、2005年5月には打ち上げ準備のためケネディ宇宙センターへと運び込まれた。
2005年8月12日、MROはケープカナベラル空軍基地からアトラス Vによって打ち上げられた。火星到着までに惑星間軌道を7ヶ月半かけて飛行し、この間に多くの観測装置がテスト・調整された。2006年3月10日、火星に接近し南半球の高度370〜400 kmに到達したとき6つのメイン・エンジンが27分間噴射された。このときヘリウムの加圧タンクが予測よりも低温となり、燃料の圧力が減ったため、2 %の推力の減少が起こったが、自動的に噴射が33秒間延長されることで補われた。これにより探査機の速さは2.9 km/sから1.9 km/sへと減速し、近火点高度 426 km、遠火点高度44,500 km、軌道周期33.5時間の長い楕円形の極周回軌道に投入された。 

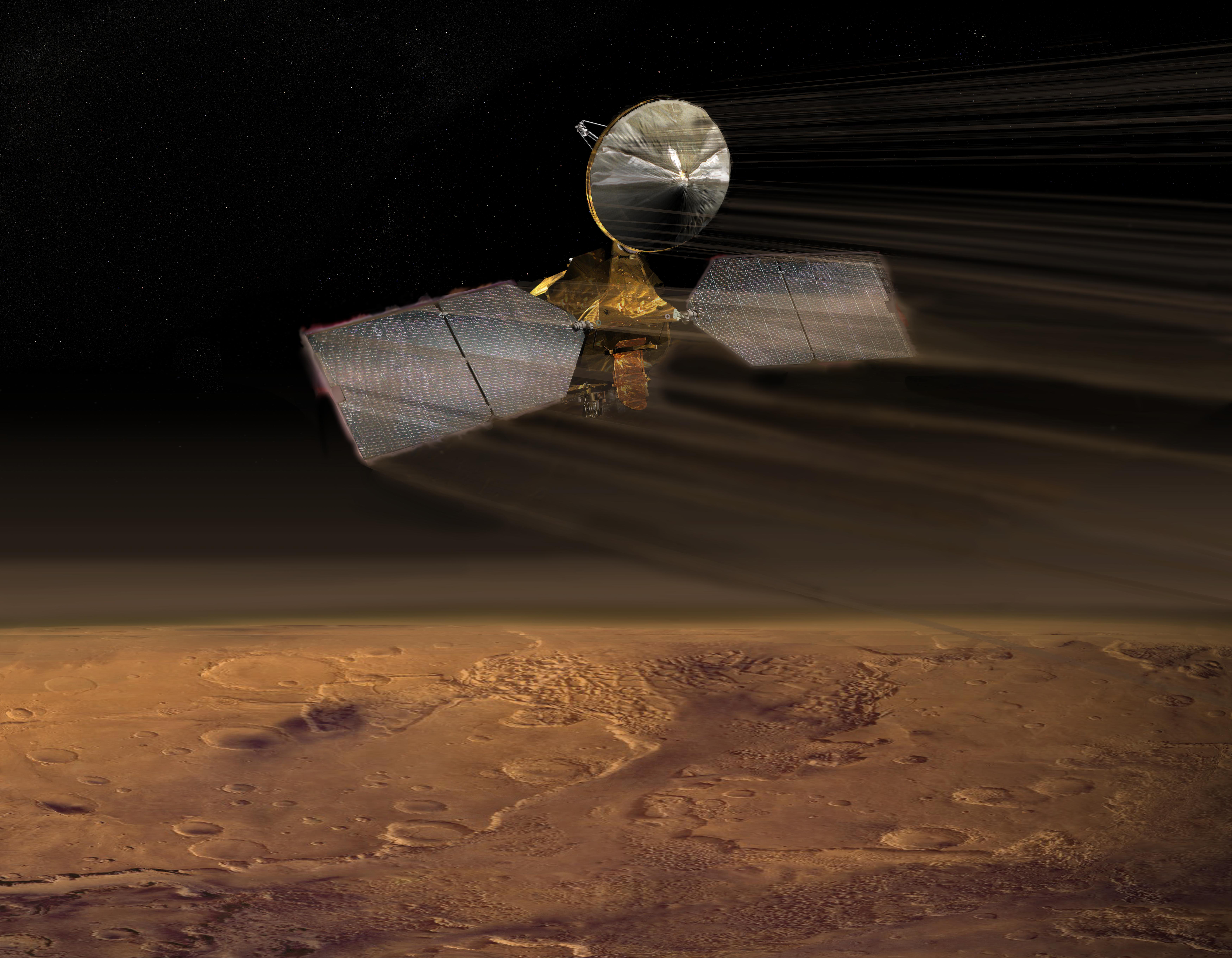
マーズ・リコネッサンス・オービターのエアロブレーキの様子を表す想像図。

2006年3月30日より、MROはエアロブレーキ (aerobreaking) による軌道変更を開始した。わずかな火星大気の抵抗で速度を落とすこのエアロブレーキにより、半分の燃料で軌道を円に近づけ周期の短いものとすることができる。 これは探査機が過度に加熱しないが探査機を減速させるに十分なだけわずかに大気の影響を受けるよう近火点を下げることで行われる。まず、近火点をこの高度まで下げるために、7日間かけて5度のスラスター噴射が行われた。火星の大気圧は季節により変動するため、この高度もこの変動に依存する。1997年に同様のエアロブレーキによる軌道変更を行ったマーズ・グローバル・サーベイヤーでは太陽電池板のひずみが生じ計画に大幅な遅延をもたらしたが、MROでは大きな問題もなく、微修正のためにスラスターを用いながら、445周火星を回る間 (およそ5ヶ月間) 近火点高度を維持し、遠火点高度を 450 km まで減少させた。これが完了すると最後に、大気の影響を受けないよう近火点を上げるスラスター噴射を8月30日に行った。
2006年9月、微調整のためにもう2回のスラスター噴射を行い、最終的におよそ火星表面から250〜316 km の高度をもつほぼ円形の軌道へと達した。 この後、地球からみて火星が太陽のすぐそばを通過する「合」 (solar conjunction) を迎えるため、観測装置が一旦停止された。10月7日から11月6日の通信不能の期間が終わったあとで「プライマリ・サイエンス・フェーズ」(primary science phase) が開始された。また11月17日には、MROがすでに火星上にいたローバー「スピリット」と地球との通信を行うテストに成功したと発表した。

## 画像

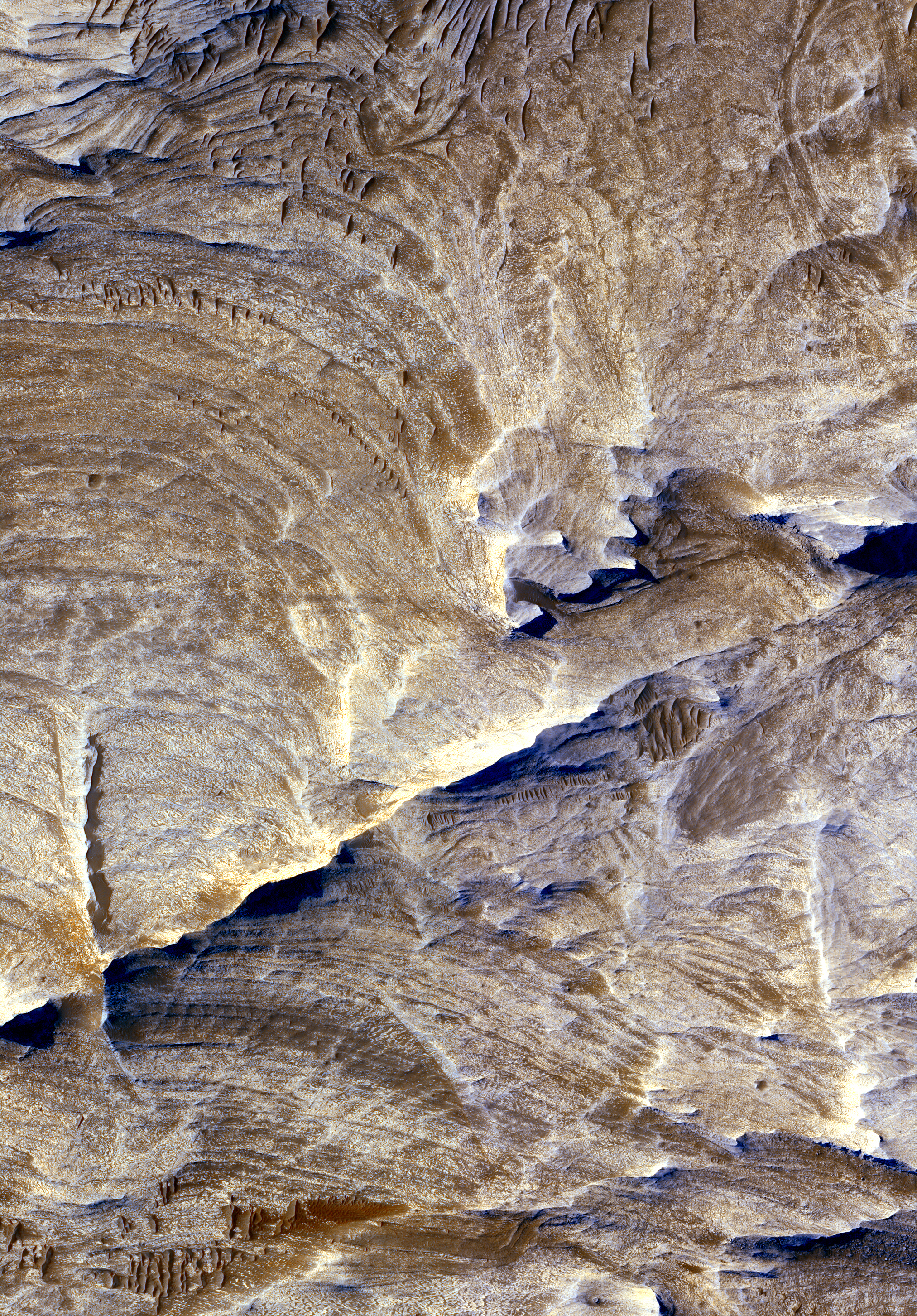
マリネリス峡谷のカンドール谷の水による鉱化作用によると推測される地形
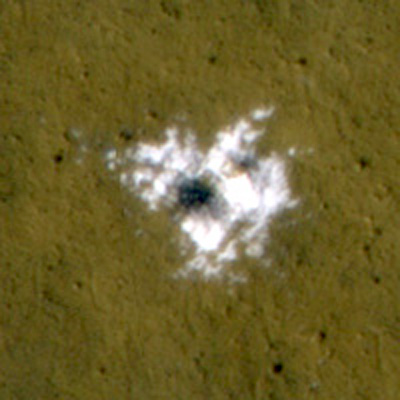
水の氷が確認されたクレーター
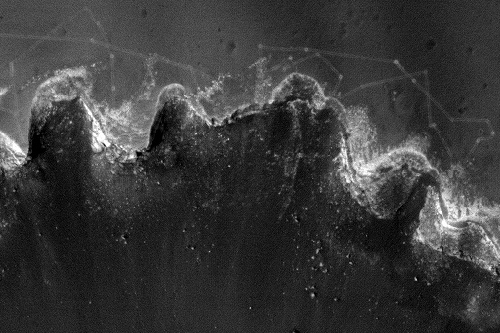
探査機オポチュニティの軌跡
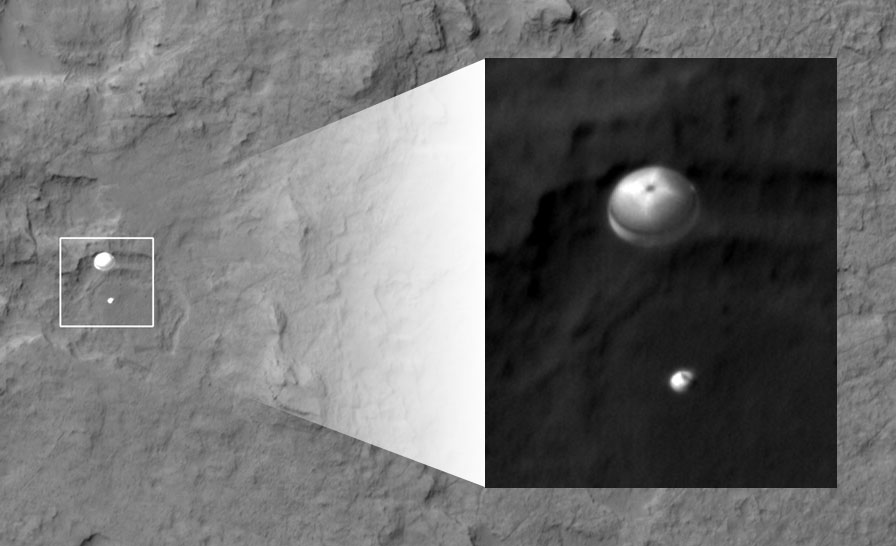
パラシュート降下中の探査機キュリオシティ
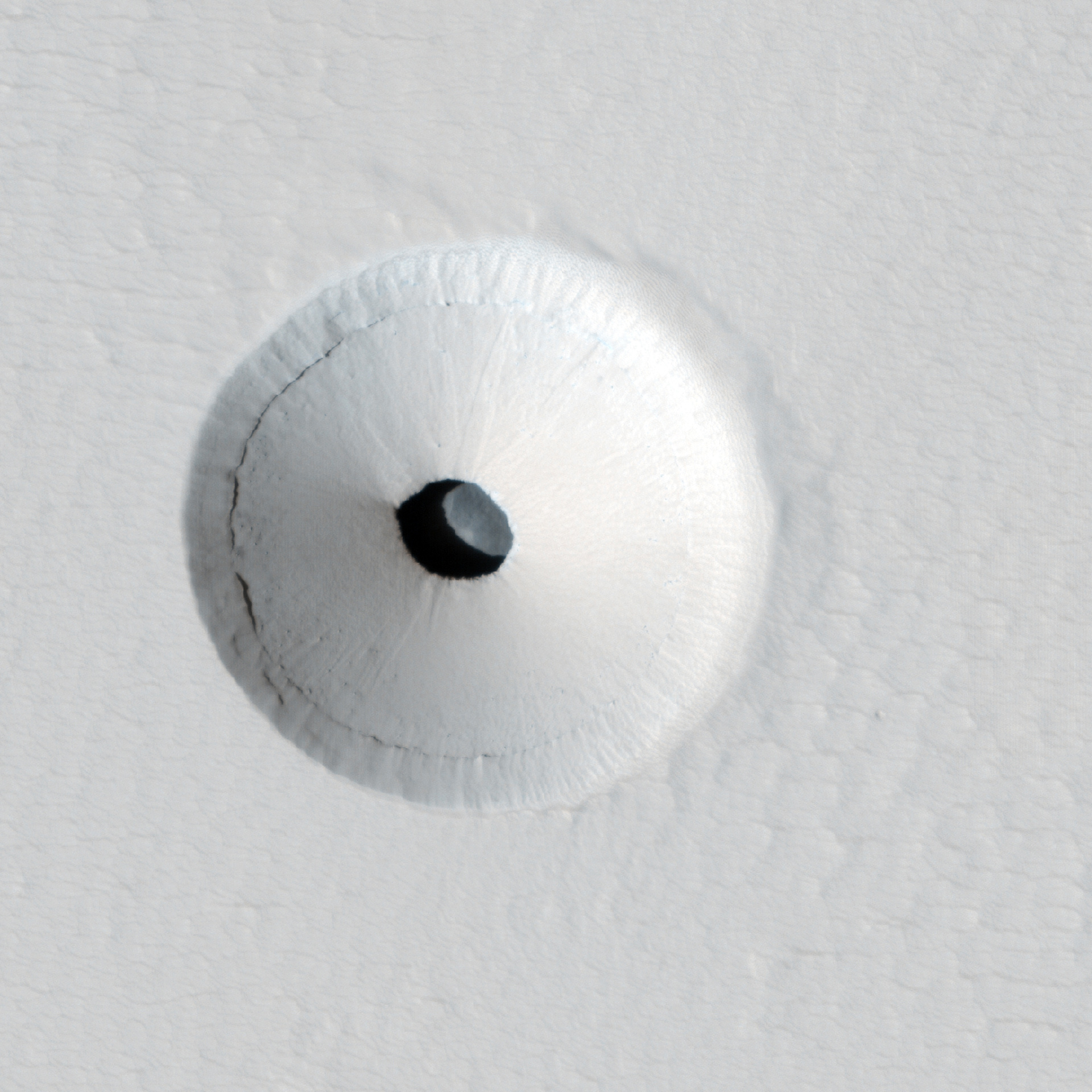
火星の溶岩洞とみられる穴
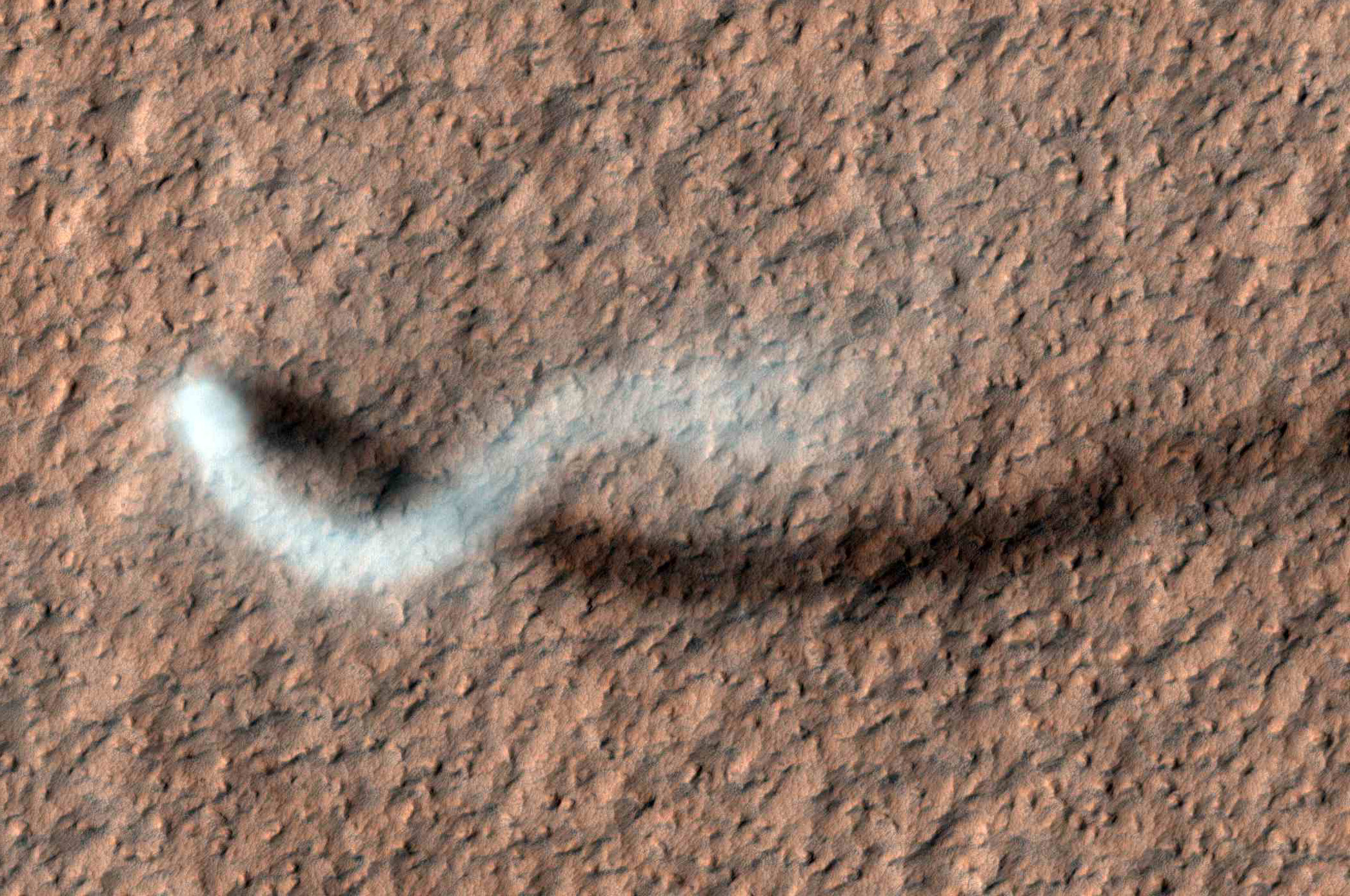
グリーンバレーで撮影された塵旋風
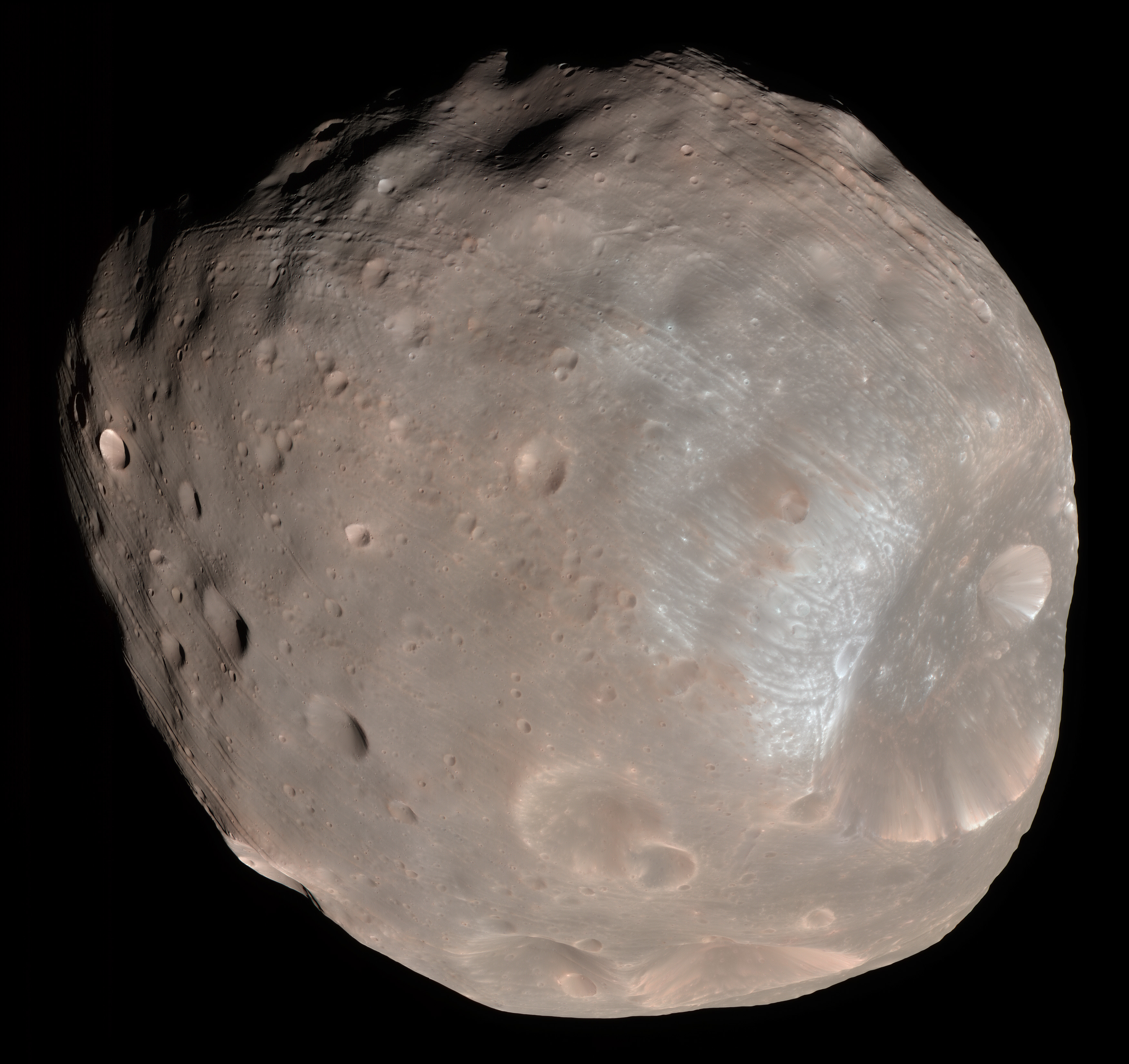
MROが写した衛星フォボス
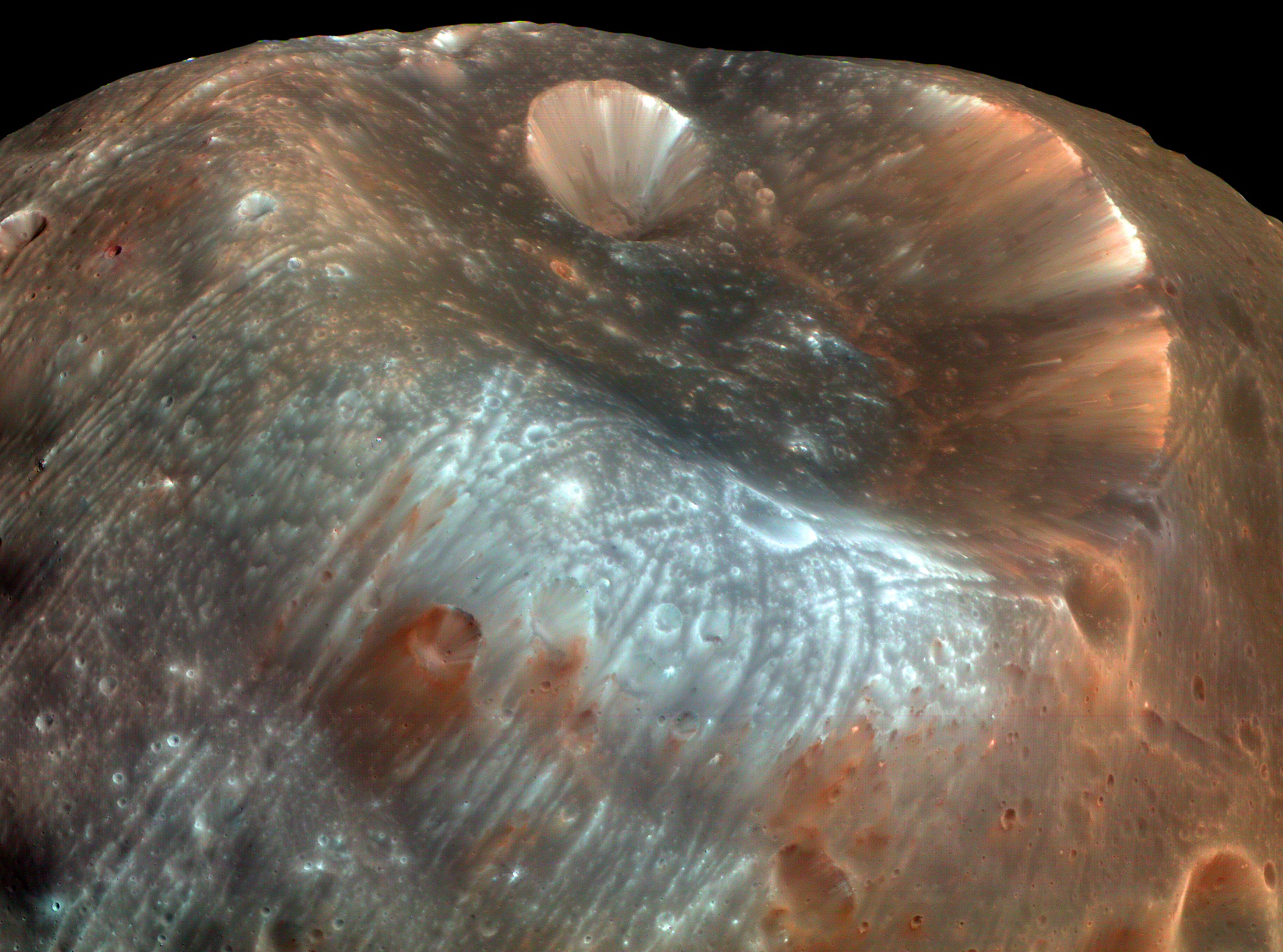
フォボスのクレーターの拡大
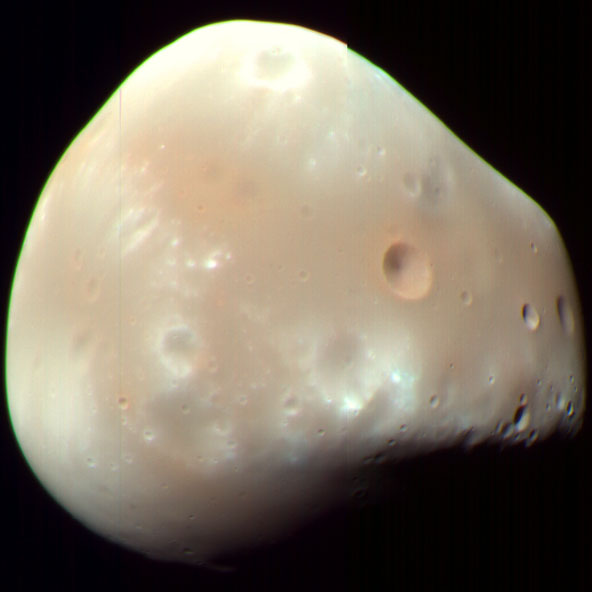
MROが写した衛星ダイモス